# Vino e pane
Vino e pane è il secondo romanzo di Ignazio Silone, scritto prima nel 1936 in lingua tedesca e successivamente in italiano nel 1937, pubblicato in Italia in versione riveduta nel 1955.
Il libro, ispirato anche alle vicende interiori dell'autore, narra la storia di Pietro Spina, esiliato politico comunista, e del suo disagio di fronte a un mondo ostile alle sue teorie. L'opera costituisce un'anticipazione a quella "riscoperta dell'eredità cristiana" che Silone compì nel dopoguerra.
Il romanzo ha un seguito nel libro di Silone Il seme sotto la neve.

## Storia editoriale
Il libro fu scritto negli anni '35-'36 durante l'esilio di Silone in Svizzera e venne pubblicato per la prima volta a Zurigo nel 1936, in lingua tedesca, con il titolo di Brot und Wein; nel 1937 fu pubblicato anche in lingua italiana con il titolo Pane e Vino.
Il libro riscosse immediatamente un grande successo sia di pubblico che di critica e in pochi mesi fu tradotto in diciannove lingue, diventando un best-seller soprattutto negli Stati Uniti. A tal proposito, è curioso l'episodio raccontato da Guido Piovene nel suo De America, quando incontrò un indigeno nella riserva degli indiani Navajo in Arizona. Questo, sapendo che Piovene era italiano, commuovendosi chiese a più riprese "Conosce Silone? Lo conosce?" avendo letto e amato Bread and Wine.
Come avvenne per Fontamara e Il seme sotto la neve, l'opera venne rivista completamente dall'autore dopo il suo ritorno in Italia, negli anni 1952-1955; nel 1955 fu quindi pubblicata da Arnoldo Mondadori Editore la versione definitiva, con il titolo (divenuto poi definitivo) di "Vino e Pane".
Gli interventi – spiegò l'autore – nascevano dal desiderio di ridurre l'enfasi stilistica e l'importanza data ad alcuni aspetti di cronaca contingenti, per approfondire gli aspetti legati alla morale dei personaggi e al tema fondamentale.

## Trama
Alla vigilia della Guerra d'Etiopia (1935-1936), Pietro Spina, militante comunista che era stato costretto a emigrare per motivi politici, ritorna clandestinamente in Italia, spinto dalla nostalgia per la sua terra. La notizia giunge ad alcuni suoi amici, che si organizzano per aiutarlo: in particolare Nunzio Sacca, medico, lo soccorre malato nel fienile dove si è rifugiato. Con l'aiuto dei suoi vecchi amici, Nunzio trova a Pietro una copertura: egli si traveste da prete assumendo l'identità di don Paolo Spada, sacerdote in convalescenza, e in questa veste si trasferisce tra le montagne marsicane (Abruzzo). Durante il viaggio verso il luogo della convalescenza, viene fermato a Fossa dei Marsi, paesino immaginario al pari di Acquafredda e Rocca dei Marsi citati nell'opera, per confessare una ragazza, Bianchina, morente a seguito di un aborto clandestino. Il falso don Paolo, non potendo amministrare il sacramento, la rassicura e le promette che penserà a lei.
Arrivato a Pietrasecca, luogo della convalescenza, la lettura di libri sacri e di storia religiosa lo riavvicinano alla sua terra e alla tradizione cristiana. Nel frattempo Bianchina è "miracolosamente" guarita e lo raggiunge a Pietrasecca: Pietro le assegna il compito di portare un messaggio ai compagni di partito a Roma. A Pietrasecca intanto il protagonista conosce un'altra ragazza, Cristina, decisa a entrare in noviziato: ella diventa confidente del protagonista sia nelle vesti di "don Paolo" sia nelle vesti di "Pietro", in quanto nei suoi quaderni inizia a scrivere immaginari dialoghi con la ragazza.
Al ritorno di Bianchina, il protagonista decide di recarsi a Roma, dove abbandona momentaneamente il travestimento e incontra gli altri attivisti comunisti, rendendosi però conto con amarezza che essi non sono migliori della dittatura che combattono; i dissensi con i compagni lo portano all'espulsione dal partito. Nel frattempo il protagonista ritrova Uliva, un ex membro del partito cacciato perché avverso allo stalinismo, con il quale ha una vivace discussione sul senso della libertà e della lotta rivoluzionaria con l'amico, amareggiato e disilluso nei confronti dell'ideologia rivoluzionaria e militante. Poche ore dopo l'incontro, giunge a Pietro la notizia del suicidio di Uliva.
Il rischio di venire scoperto a Roma è troppo alto, quindi Pietro torna nelle vesti di don Paolo e si reca di nuovo in Abruzzo. Il suo arrivo a Pietrasecca coincide con i giorni della dichiarazione di guerra all'Etiopia: assiste così alle celebrazioni trionfali del regime, la cui propaganda fa breccia anche tra la povera gente. Conosce quindi Luigi Murica, giovane comunista, diventato a forza infiltrato della Polizia di Roma e tornato nella sua terra per sfuggire a questa situazione per lui insostenibile. Pochi giorni dopo, Luigi viene arrestato e muore in carcere. La sua morte assume il valore di un martirio, se non di una vera e propria immolazione: la sua uccisione è narrata con un evidente rimando alla passione di Gesù e alla sua morte sacrificale.
A questo punto Pietro viene informato di essere stato scoperto e fugge sulle montagne. Cristina, preoccupata che Pietro non riesca a sostenere le difficoltà della scalata, lo rincorre portando con sé viveri e coperte pesanti. È però già sera e non riesce a trovare Pietro: sente invece il minaccioso ululare dei lupi, che vede stringersi attorno a lei. Cristina, intuito quale sarà il suo destino, chiude gli occhi e si fa il segno della croce. Il simbolismo della sua morte (che rappresenta la sconfitta dell'innocenza da parte del male) era stato annunciato dalla fattucchiera del villaggio, Cassarola, che aveva detto "Sopra la montagna ci sta una bianca agnella e un lupo nero la guarda".

## Opere derivate
- Vino e pane, sceneggiatura di Giovanni Guaita, Giuseppe Lazzari e Piero Schivazappa, regia di Piero Schivazappa, miniserie TV in 4 puntate trasmessa dall’11 marzo al 1 aprile 1973.

## Edizioni
- (DE) Ignazio Silone, Brot und Wein, Verlag Oprecht, 1936.
- (EN) Ignazio Silone, Bread and Wine, London, J. Cape, 1937.
- Ignazio Silone, Pane e vino, Nuove edizioni di Capolago, 1937.
- Ignazio Silone, Vino e Pane, collana Narratori Italiani, Arnoldo Mondadori Editore, 1955.
- Ignazio Silone, Vino e Pane, collana Oscar Mondadori, Arnoldo Mondadori Editore, 1969,  pp. 389, cap. 29.